# Phyllophaga cambeforti
Phyllophaga cambeforti är en skalbaggsart som beskrevs av Cartwright och Fortuné Chalumeau 1977. Phyllophaga cambeforti ingår i släktet Phyllophaga och familjen Melolonthidae. Inga underarter finns listade i Catalogue of Life.